# Sistema de partículas (física)
Un sistema de partículas es un modelo de sistema físico formado por partículas o cuerpos cuyas dimensiones y estado interno son irrelevantes para el problema bajo estudio. Eso hace que en un sistema de partículas conocidas las magnitudes cinemáticas de cada una de las partículas y sus acciones a distancia toda la dinámica del sistema esté completamente especificada a dinámica del punto material. 
Muchos sistemas físicos reales pueden ser estudiados como sistema de partículas: las moléculas de un gas encerrado en un recipiente, el sistema solar, las estrellas de una galaxia, estructura electrónica de un átomo, entre otros.